# Paläogeographie

Animation zur Entwicklung der Kontinente von Pangaea bis heute

Die Paläogeographie oder Paläogeografie ist ein Teilgebiet der Geologie und versucht zu rekonstruieren, wie die Erde in früheren Zeiten ausgesehen hat. Hierbei stützt sie sich einerseits auf Auswertungen von Sedimenten – denn diese lassen am meisten Rückschlüsse auf die Verteilung von Berg- und Wasserlandschaften schließen. Ein anderer wichtiger Indikator für die Rekonstruktion sind Fossilien. Diese lassen auf Verbindungen zwischen verschiedenen Landflächen schließen.

## Hintergrund

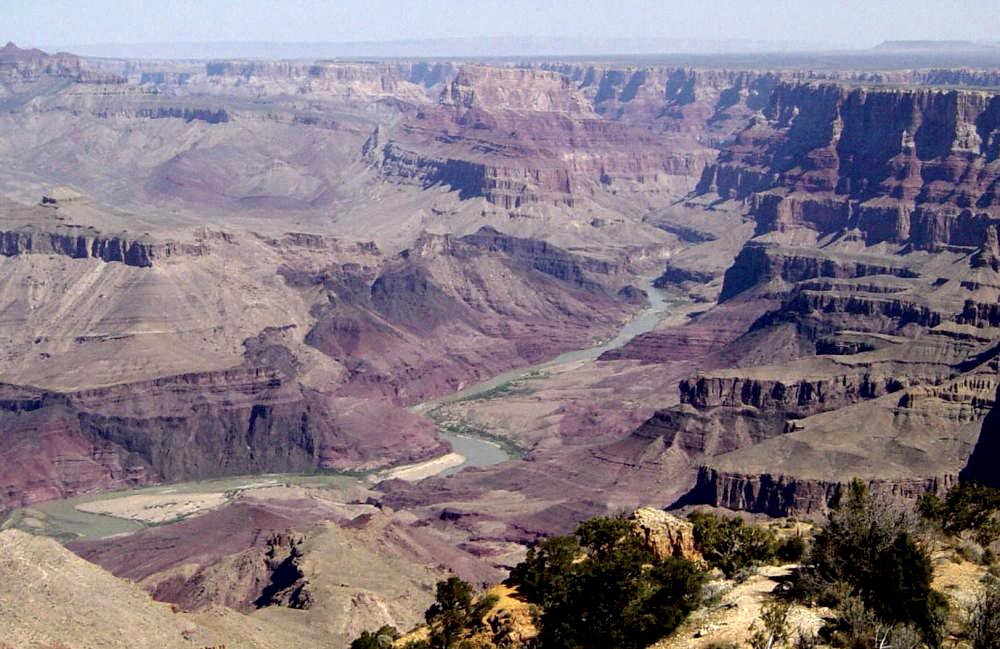
Der Colorado River im Grand Canyon – ein gutes Beispiel für Landschaftsveränderung

Die Paläogeographie stützt sich bei der Rekonstruktion auf die Erkenntnissen der historischen Geologie. Erstmals wurde der Begriff „geologische Paläo-Geographie“ 1875 durch Ami Boué in seiner Schrift Einiges zur palaeo-geologischen Geographie verwendet. Diese nutzt als Hauptquellen Fossilien und Gesteine, die Auskünfte über frühere Umweltbedingungen enthalten. Die Paläogeographie ist in mehrere Teilbereiche gegliedert, so befasst sie sich beispielsweise mit der Geografie der Vorzeit, wobei paläogeographische Karten erstellt werden, die einen Überblick über die Land- und Wasserverteilung auf dem Planeten oder der Morphologie der Ozeanbecken und der Gliederung der Kontinente geben. Ein anderes Teilgebiet befasst sich mit den Lebensbereichen fossiler Organismen und der Rekonstruktion vorzeitlicher Klimaverhältnisse. Dem Paläomagnetismus wird eine besondere Bedeutung beigemessen, da er Auskünfte über die Lage der Erdmagnetpole und deren Wanderung im Laufe der Erdzeitalter sowie über die Kontinentaldrift und Plattenkinematik gibt.
Wie in der modernen Geographie geht es darum herauszufinden, wie vergangene Landschaften ausgesehen haben. Gebiete, die heute Wüste sind, waren zum Beispiel vor langer Zeit ein Meer (wie bei der Sahara nachgewiesen werden konnte). Andere Gegenden, wo sich heute Gebirge befinden, waren früher Ebenen. Und Täler sowie auffällige Sedimentablagerungen können Aufschluss geben über Flüsse, die vor langer Zeit geflossen sind und die heute nicht mehr existieren.
Mit Unterstützung der Tektonik und der Paläontologie kann so ein großflächiges und detailliertes Abbild der Erde in vergangenen Erdzeitaltern entworfen werden. Durch die intensive Zusammenarbeit mit der Paläontologie und der Biogeographie hat sich darüber hinaus ein weiteres Spezialfeld aufgetan: Durch Fossilienbelege kann man die Lebensräume verschiedener Lebewesen eingrenzen und damit Rückschlüsse auf alte Landverbindungen schließen. Dieser Forschungszweig nennt sich Paläobiogeographie. Die entstandene Symbiose aus geologischen und biologischen Teilen lässt detailgetreue Informationen über vergangene Epochen zu und ergibt ein Gesamtbild, von dem beide Zweige profitieren.